# Stilobezzia spinifemorata
Stilobezzia spinifemorata är en tvåvingeart som beskrevs av Tokunaga 1963. Stilobezzia spinifemorata ingår i släktet Stilobezzia och familjen svidknott. Inga underarter finns listade i Catalogue of Life.